# Erste & Neue Kellerei
Die Erste+Neue ist eine Kellereigenossenschaft mit Sitz in Kaltern (Südtirol), die im Jahr 1986 aus der Fusion der Ersten Kellerei (gegründet im Jahre 1900) mit der Neuen Kellerei (gegründet 1925) entstand. 
Als Kellerei Kaltern liefern 650 Mitglieder ihr Traubengut in die Genossenschaft zur weiteren Verarbeitung. Die Trauben gedeihen auf einer Anbaufläche von 450 Hektar auf einer Meereshöhe von 200 bis 700 m vor allem im Gemeindegebiet Kaltern. Die Weine werden vorwiegend in Mitteleuropa mit den Hauptmärkten Italien, Deutschland und Schweiz verkauft. Zusätzliche Märkte sind die USA und Russland. Die wichtigsten Sorten sind Kalterersee (Vernatsch), Weißburgunder, Sauvignon, Gewürztraminer und Lagrein. Stand 2018 sind knapp 60 Mitarbeiter in der Kellerei Kaltern beschäftigt.

## Geschichte
Die Genossenschaft ist im Jahr 1986 aus der Fusion der Ersten Kellerei mit der etwas jüngeren Neuen Kellerei entstanden. 
1991 gab es eine weitere Fusion mit der Kellereigenossenschaft Josef Baron Di Pauli, die bei 73 Mitgliedern und 44 ha Anbaufläche einen Gärkeller von 10 000 hl Fassungsvermögen besaß. Das Gebäude dieser kleineren Kellerei wurde später veräußert.

### Erste Kellerei
Sie wurde im Jahr 1900 als Kellereigenossenschaft Kaltern von 51 Mitgliedern gegründet; damals wurden 6870 hl Maische angeliefert. Mitte der 1950er Jahre lieferten 137 Mitglieder bereits 12.000 hl. In den 1920er Jahren sowie während der beiden Weltkriege gab es teils große Einbußen sowohl bei der Produktion als auch beim Absatz. Ab 1926 wurde der Betrieb als Erste Kellereigenossenschaft bezeichnet. Sie befand sich in unmittelbarer Nähe des ehemaligen Bahnhofs, was für den Transport zunächst vorteilhaft war.

### Neue Kellerei
Die Gründung fand im Jahr 1925 durch 62 Genossenschaftsmitglieder statt. Zunächst hieß sie Neue Kaltererwein Genossenschaft, ab 1964 galt die Bezeichnung Neue Kellereigenossenschaft Kaltern. Wie auch bei der Ersten Kellerei, wurde der Bau bereits vor der Fusion zwei Mal vergrößert. Er befindet sich ganz in der Nähe der Ersten Kellerei, was für die Fusion vorteilhaft war.

### Kellereigenossenschaft Josef Baron Di Pauli
Diese, auch als „Peppm-Kellerei“ bekannt, war 1932 als Genossenschaft entstanden. Als Privatkellerei von Baron Di Pauli existierte der Betrieb aber bereits seit etwa 1880.

### Kellerei Kaltern
Im Jahr 2016 erfolgte die Eingliederung in die Kellerei Kaltern, wobei die Marke Erste+Neue weiterhin bestehen blieb. Nach etwa zweijähriger Bauzeit wurde auch das neue Betriebsgebäude der Kellerei Kaltern fertiggestellt.

## Bewertungen
Die Weine der Erste+Neue haben in verschiedenen nationalen und internationalen Weinführern Beachtung gefunden. Dazu zählen der Gambero Rosso, Wine Advocate von Robert Parker, Luca Maroni, Doctor Wine, James Suckling und viele andere.